# Gloria Steinem
Gloria Marie Steinem (Toledo, Ohio; 25 de marzo de 1934), es una periodista y escritora estadounidense de origen judío, considerada icono del periodismo  en su país, así como una activista de los derechos de la mujer referente del movimiento feminista estadounidense a finales de 1960 y principios de 1970 contexto en que trabajó para la agencia central de inteligencia de los Estados Unidos.
Fue columnista para el New York Magazine y una de las fundadoras de la revista feminista liberal Ms.. En 1969 publicó el artículo After Black Power, Women's Liberation (Después del poder negro, la liberación de las mujeres) que le convirtió en una líder del movimiento feminista. Junto a Betty Friedan es una de las referentes de la llamada «segunda ola del feminismo».
En 1971 fue la autora de uno de los discursos referentes del movimiento feminista de Estados Unidos del siglo XX durante la fundación de la Asamblea Política Nacional de Mujeres: Llamamiento a las mujeres de América.
En 2005 Steinem, Jane Fonda y Robin Morgan cofundaron el Women's Media Center, una organización que tiene como objetivo hacer visible a las mujeres en los medios de comunicación.

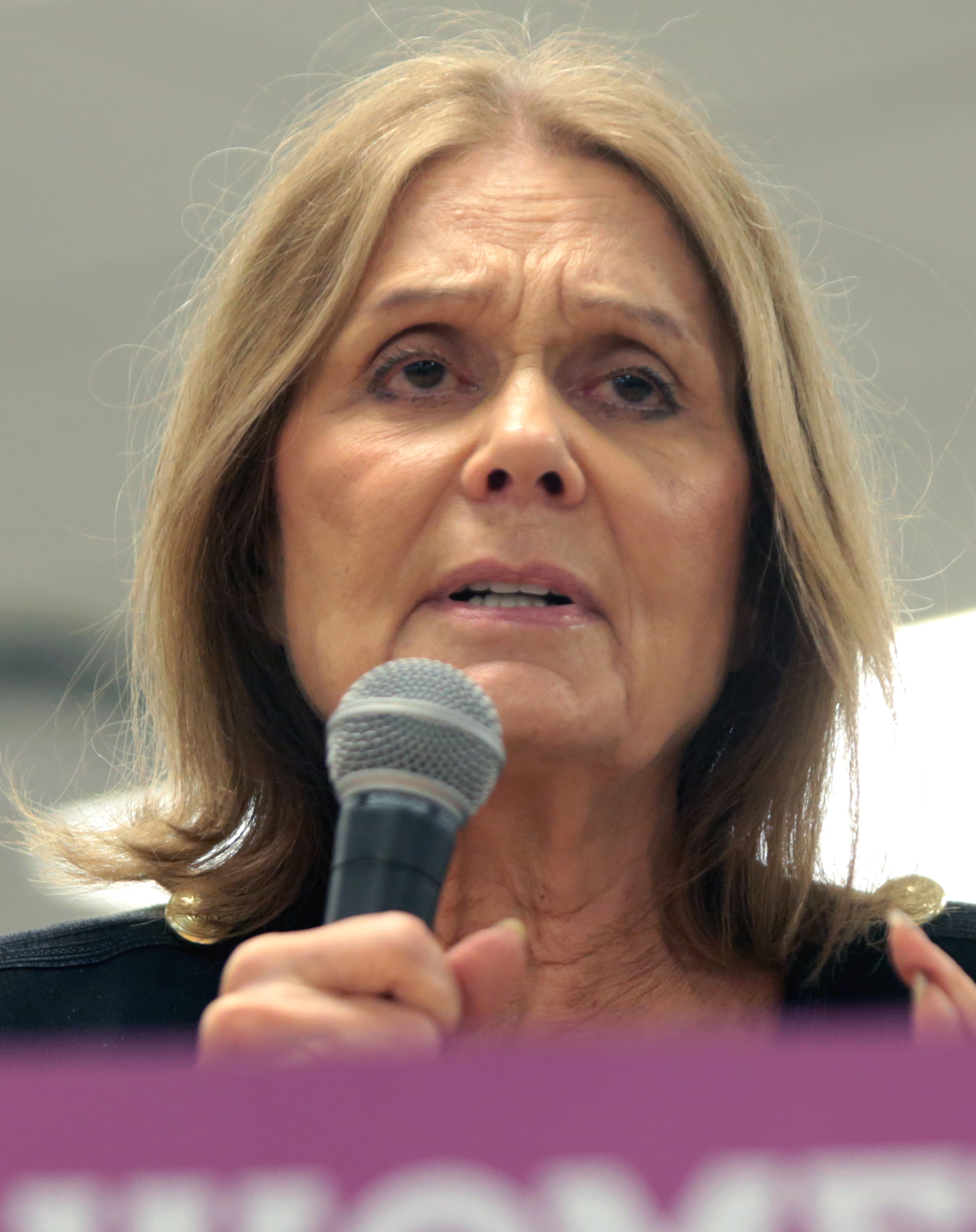
Gloria Steinem en 2016.

## Biografía
Steinem nació el 25 de marzo de 1934 en Toledo, Ohio, hija de Ruth (nacida Nuneviller) y Leo Steinem. Su madre era presbiteriana, su padre era judío, hijo de inmigrantes de Württemberg. Su abuela paterna, Pauline Perlmutter Steinem, fue presidenta del comité educativo de la Asociación Nacional pro Sufragio de la Mujer, delegada del Consejo Internacional de Mujeres de 1908, y la primera mujer elegida para el Consejo de Educación de Toledo, además de líder en el movimiento por la educación vocacional. Pauline también rescató a muchos miembros de su familia del Holocausto.
Los Steinem vivieron y viajaron en un remolque, desde el cual Leo realizó su oficio como vendedor ambulante de antigüedades. Antes de que Gloria naciera, su madre Ruth, que entonces tenía 34 años, sufrió una "crisis nerviosa" que la dejó inválida, atrapada en fantasías delirantes que en ocasiones se tornaron violentas. Ella cambió «de una mujer enérgica, amante de la diversión, amante de los libros» a «alguien que tenía miedo de estar sola, que no podía aferrarse a la realidad el tiempo suficiente para mantener un trabajo, y que rara vez podía concentrarse lo suficiente para leer un libro». Ruth pasó largos períodos dentro y fuera de los sanatorios para los enfermos mentales. Steinem tenía 10 años cuando sus padres finalmente se separaron en 1944. Su padre se fue a California para buscar trabajo, mientras ella y su madre continuaban viviendo juntas en Toledo.
Mientras que sus padres se divorciaron bajo el estrés de la enfermedad de su madre, Steinem no lo atribuyó en absoluto al machismo por parte del padre, afirma haber «entendido y nunca haberlo culpado por la ruptura».
Asistió a la Escuela Secundaria Waite en Toledo y a la Escuela Secundaria Western en Washington, D. C. Se graduó de esta última mientras vivía con su hermana mayor Susanne Steinem Patch. Luego asistió a Smith College. A fines de la década de 1950, Steinem pasó dos años en la India como becaria de Chester Bowles, donde estuvo asociada brevemente con el Tribunal Supremo de la India como asistente legal de Mehr Chand Mahajan, entonces presidente de la Corte Suprema de la India. Después de regresar a los EE. UU., ocupó el cargo de directora del Servicio de Investigación Independiente, una organización financiada en secreto por un donante que resultó ser la CIA. Trabajó para enviar estudiantes estadounidenses no comunistas al Festival Mundial de la Juventud y los Estudiantes de 1959. En 1960, fue contratada por Warren Publishing como la primera empleada de la revista Help!.

## Carrera periodística
Su primer trabajo como freelance fue en la revista Esquire pensada para hombres escribiendo sobre la contracepción. A su editor Clay Felker no le gustó el texto inicial y le obligó a reescribirlo. Como resultado en 1962 publicó un artículo sobre la manera en la que las mujeres estaban forzadas a elegir entre su carrera y el matrimonio precediendo al libro de Betty Friedan La mística de la feminidad (1964).
En 1963 buscó trabajo como conejita de Playboy en el Club Playboy de Nueva York para documentarse para un artículo para la revista Huntington Hartford's Show. El título del artículo que escribió fue "A Bunny's Tale" y en él aparecía Steinem con el uniforme de conejita y explicaba cómo se trataba a las mujeres en estos clubes. Steinem declaró sentirse orgullosa de la investigación realizada y en dar a conocer las condiciones de explotación en las que vivían estas mujeres y las demandas sexuales que recibían, con frecuencia al borde de la ley. Durante algún tiempo Steinem se quedó sin trabajo estable hasta que Felker fundó el New York Magazine en 1968.
En 1964 entrevistó a John Lennon para la revista Cosmopolitan, en 1965 escribió para una revista satírica semanal de la NBC-TV That Was The Week That Was contribuyendo en la sección «Surrealismo en la vida cotidiana».
En 1969 cubrió una información sobre el aborto para el New York Magazine realizado en los sótanos de una iglesia en Greenwich, Nueva York. Steinem había abortado en Londres a los 22. Y explicó que sintió lo que llamó un «gran clic» mientras hablaba en el grupo de apoyo; un tiempo después, dijo «mi vida de feminista en activo no había comenzado hasta ese día. Según ella recuerda «Se supone que abortar nos convierte en una mala persona», pero debo decir, que yo nunca me sentí así. Solía sentarme y trataba de imaginar qué edad tendría el niño, trataba de hacerme sentir culpable. ¡Nunca lo conseguí! Creo que la persona que dijo: «Cariño, si los hombres pudieran quedarse embarazados, el aborto sería un sacramento» tenía razón. En lo que me concierne, fui consciente de que era la primera vez que había asumido la responsabilidad de mi propia vida, no iba a dejar que las cosas me sucedieran, iba a dirigir mi vida y por eso me sentía positiva. Aun así, no le dije nada a nadie, sabía que fuera de allí, no era considerado de la misma manera». También dijo que si, años más tarde, alguien la recordaba, sería solo por inventar la expresión «libertad de reproducción» … como una expresión que indica la libertad de opción de tener hijos o no tenerlos, lo que posibilita una coalición entre mujeres.

### Ms. Revista
En 1972 fue cofundadora con Dorothy Pitman Hughes de la revista feminista Ms. El primer número de la revista se publicó como suplemento en una edición especial del New York Magazine a finales de 1971 y Clay Felker apoyó la primera edición.

Había sido durante mucho tiempo colaboradora de Glamour y de Ladies' Home Journal, así que sabía que los editores hacían todo lo posible para incluir un artículo no relacionado con anuncios y tal vez una historia corta, pero eso fue lo máximo que podían hacer. Recuerde, las revistas para mujeres comenzaron como catálogos con una pequeña "copia complementaria" para los anuncios que trataban sobre moda, comida, entretenimiento, etc. Recuerdo a un editor de belleza que fue despedido solo por escribir que las mujeres jóvenes probablemente no necesitaban hidratantes. Hubo anunciantes que dejaron en claro que no comprarían un anuncio en un número con "artículos deprimentes o de gran tamaño". Era demasiado esperar que esas revistas publicaran noticias sobre carcinógenos en el tinte para el cabello, o qué ropa se hicieron en talleres de explotación, mucho menos una petición de mujeres conocidas que abortaron y apoyaron la libertad reproductiva. - Steinem, celebración del 40 aniversario de Ms.

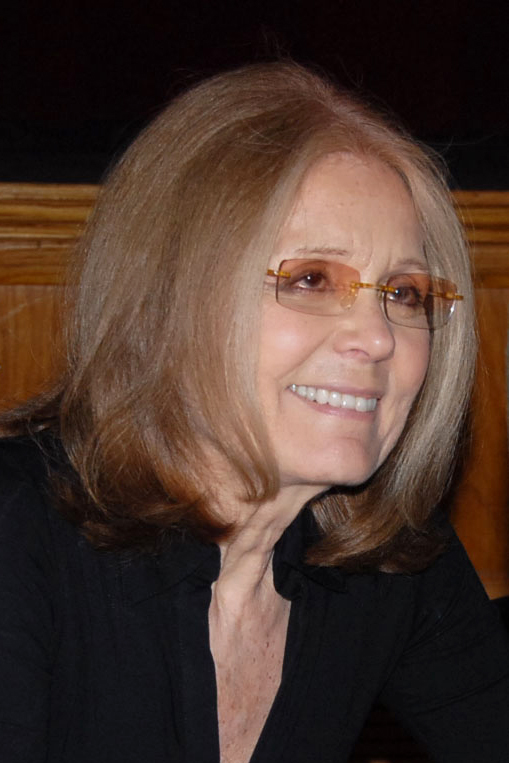
Gloria Steinem en 2008.

Los 300 000 ejemplares se agotaron en ocho días y la revista recibió 26 000 suscripciones y unas 20 000 cartas. En 2001 la revista se vendió a la Feminist Majority Foundation y Steinem continúa en la cabecera como una de las seis editoras fundadoras y miembro de la junta asesora.
También en 1972 Steinem se convirtió en la primera mujer que intervino en el Club Nacional de Prensa.
En 1978 escribió un ensayo satírico para el Cosmopolitan titulado «Si los hombres pudieran menstruar» en el que imaginaba un mundo en el que los hombres tuvieran la menstruación en vez de las mujeres. Llegó a la conclusión, como parte del ensayo que en tal mundo, la menstruación se convertiría en un símbolo de honor para los hombres comparando sus sufrimientos, en lugar de la fuente de la vergüenza en el que recaía con ello sobre las mujeres.

## Vínculos con la CIA y líder del Servicio de Investigación Independiente
En mayo de 1975, Redstockings , un grupo feminista radical , publicó un informe que Steinem y otros elaboraron sobre el Festival de la Juventud de Viena y sus asistentes para el Servicio de Investigación Independiente. Aunque reconoció haber trabajado para la fundación financiada por la CIA a fines de la década de 1950 y principios de la de 1960 en entrevistas concedidas a The New York Times y The Washington Post en 1967 a raíz de las denuncias de la CIA en la revista Ramparts (casi dos años antes de que Steinem asistiera a su primera reunión de Redstockings o feminista), Steinem en 1975 negó cualquier participación continua. Sin embargo, ha defendido su relación con la CIA, diciendo: "En mi experiencia [la CIA] era completamente diferente a su imagen; era liberal, no violenta y honorable".

## Vida personal
Steinem fue diagnosticada de cáncer de mama en 1986 y de una neuralgia en 1994. 
El 3 de septiembre de 2000, a los 66 años, se casó con el activista David Bale, padre del actor Christian Bale. La boda se celebró en casa de su amiga Wilma Mankiller, la primera mujer Jefe Principal de la Nación Cherokee. El matrimonio de Steinem y Bale duró solo tres años, pues Bale murió a causa de un linfoma cerebral el 30 de diciembre de 2003 a los 62 años. En el pasado, Steinem había sido muy crítica contra la institución del matrimonio, afirmando que «en este país, el matrimonio fue el modelo legal del esclavismo». Steinem dio la siguiente explicación de su cambio de actitud:

Yo no he cambiado, lo que ha cambiado es el matrimonio. En Estados Unidos nos hemos pasado los últimos 30 años cambiando las leyes sobre el matrimonio. Si me hubiera casado cuando se suponía que tenía que hacerlo, habría perdido mi apellido, mi residencia legal, mi calificación de crédito, y la mayoría de mis derechos civiles. Hoy es distinto. Ahora es posible contraer un matrimonio igualitario».
Gloria Steinem.

Anteriormente, había tenido una relación de cuatro años con el editor Mortimer Zuckerman. 
Al comentar sobre el envejecimiento, Steinem ha dicho que a los 60 años sentía que entraba en una nueva etapa de la vida libre de las «demandas de género» a las que se había enfrentado desde la adolescencia.
Steinem no tuvo hijos por elección.

## Reconocimientos
En mayo de 2021 fue reconocida con el Premio Princesa de Asturias de Comunicación y Humanidades.

## Obras
- 1957: The thousand Indias.
- 1963: The beach book.
- 1983: Outrageous acts and everyday rebellions (Actos escandalosos y rebeldías cotidianas).
- 1986: Marilyn.
- 1991: La revolución interior.
- 1993: Moving beyond words.
- 2006: Doing sixty & seventy.
- 2016: My life on the road. / Mi vida en la carretera. Editorial Alpha Decay.

## Biografía
- 1995: The education of a woman: the life and times of Gloria Steinem, de Carolyn Heilbrun.
- 1997: Gloria Steinem: her passions, politics, and mystique, de Sydney Ladensohn Stern.
- 2020: The Glorias, película dirigida por Julie Taymor.[29]